# Gianni Schicchi
Gianni Schicchi (fonetiskt: [ˈdʒanni ˈskikki]) är en komisk opera i en akt med musik av Giacomo Puccini och libretto av Giovacchino Forzano. Den ingår i Triptyken, där de två övriga enaktarna är Manteln och Syster Angelica. De utgör tillsammans ett helaftonsprogram, men har inget inbördes sammanhang.

## Historia
Liksom Verdis Falstaff är Gianni Schicchi Puccinis enda men mästerliga experiment i den komiska genren. Med denna opera fullbordade han sin Trittico (Triptyk), som han hade arbetat på i många år. Första världskriget pågick och därför var det svårt att få den uruppförd i Italien, där alla sångare var inkallade, så Puccini antog med glädje ett erbjudande från Metropolitan Opera i New York om urpremiär där den 14 december 1918. Puccini var inte själv närvarande men telegrammen berättade om den överväldigande framgången med över 40 inropningar. Särskilt Gianni Schicchi berömdes, kritikerna var överens om att Syster Angelica var den svagaste av de tre enaktarna. Den åsikten gäller alltjämt. Idag uppförs alla tre operorna sällan gemensamt, så som Puccini hade tänkt sig, och det är mest Gianni Schicchi som har bevarat sin popularitet.
Intrigen bygger på en sång ur Dantes Den gudomliga komedin och handlingen är förlagd till renässansens Florens. Operans mest berömda slagnummer är den vackra sopran-arian O Mio babbino caro, som sjungs av Gianni Schicchis dotter Lauretta. Den präglas av dråplig komik, satir och sprudlande gott humör.
Den svenska premiären ägde rum på Kungliga Operan i Stockholm den 20 november 1920. Den sattes upp på Folkoperan med premiär den 5 augusti 2008.

## Roller
- Gianni Schicchi (Baryton)
- Lauretta, hans dotter (Sopran)
- Zita, Buosos kusin (Alt)
- Rinuccio, Zitas brorson (Tenor)
- Gheraldo, Buosos brorson (Tenor)
- Nella, hans hustru (Sopran)

- Gherardino, deras son (Gossopran)
- Betto di Signa, Buosos svåger (Bas)
- Simone, Buosos kusin (Bas)
- Marco, hans son (Baryton)
- La Ciesca, hans hustru (Mezzosopran)
- Spinelloccio, läkare (Bas)
- Amantino, notarie (Baryton)
- Pinellino, skomakare (Bas)
- Guccio, färgare (Baryton)

## Handling

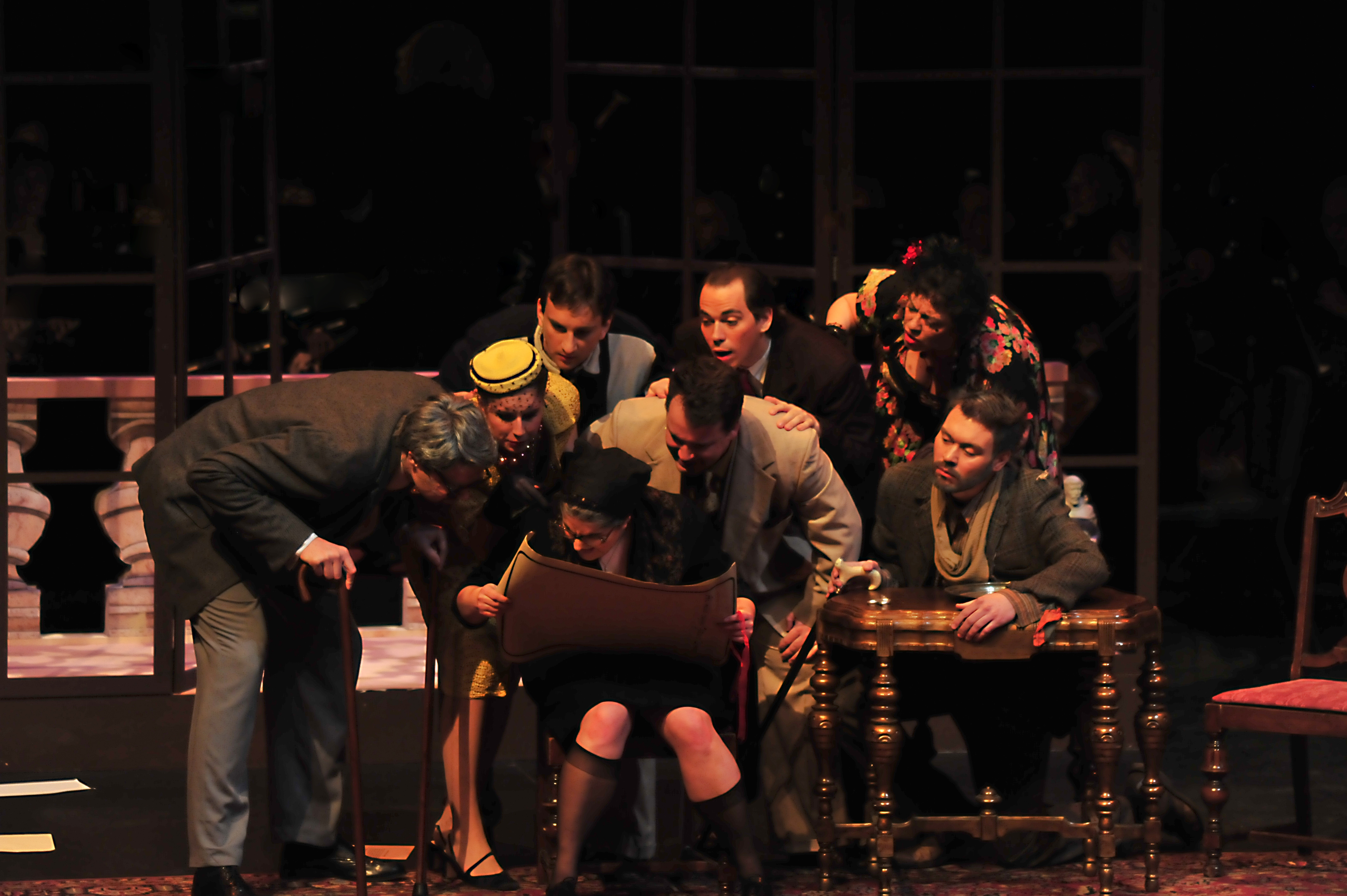
Testamentet öppnas. Okänd föreställning 2011.

Operan utspelar sig i Buoso Donatis sovrum i Florens år 1299.
Buoso Donatis hycklande släktingar beklagar hans död. Men snart tisslar och tasslar de med varandra om att Donati har skänkt sin förmögenhet till ett kloster. Simone förklarar att testamentet redan ligger hos notarien och att det inte finns något att göra. Men om testamentet fortfarande skulle finnas i huset, då...
Alla letar efter testamentet som till sist hittas av Rinuccio. Nu är goda råd dyra. Rinuccio känner en person som kan hjälpa dem: Gianni Schicchi. Släktingarna vägrar söka dennes hjälp, eftersom han är en inflyttad landsortsbo. Rinuccio erinrar dem om att Florens hela ryktbarhet står i skuld till sådana "inflyttade landsortsbor". Man tillkallar Gianni Schicchi och denne anländer tillsammans med sin dotter Lauretta, som vill gifta sig med Rinuccio. Zita vägrar ge sitt tillstånd till äktenskapet och Gianni Schicchi, som känner sig kränkt, vill gå därifrån. Endast Laurettas vädjan får honom att stanna kvar ("O mio babbino caro"). Han finner en utväg: om ingen annan än de närvarande känner till Donatos död, kan man skriva ett nytt testamente. Men straffet är hårt om brottet uppdagas: stympning av vänsterhanden och landsförvisning. När läkaren dyker upp släpper man inte in honom. Gianni Schicchi härmar Donatos röst och lugnar genom dörrspringan läkaren. Man tillkallar notarien och vittnen. Under tiden viskar var och en i Gianni Schicchis öra sitt önskemål beträffande testamentet. Gianni Schicchi som nu ligger till sängs och är iklädd den dödes kläder, börjar i notariens närvaro diktera testamentet och utser sig själv till huvudarvinge. Släktingarna vill protestera men vågar inte på grund av det fruktade straffet. Knappt hinner notarien och vittnena därifrån förrän alla kastar sig över Gianni Schicchi. Men denne är nu herre i sitt "ärvda" hus och jagar alla därifrån. Endast paret Lauretta och Rinuccio stannar kvar. Gianni Schicchi vänder sig till publiken: för det här sprattet dömde Dante honom till helvetet, men han hoppas på en mildare dom av publiken.

## Diskografi (urval)
- Il trittico: Gianni Schicchi. Gheorghiu, Alagna, Palmer, van Dam, Roni. London Symphony Orchestra. Pappano, dirigent. EMI 5 565 872-2.[3]